# Xã Carl, Quận McPherson, South Dakota
Xã Carl (tiếng Anh: Carl Township) là một xã thuộc quận McPherson, tiểu bang Nam Dakota, Hoa Kỳ. Năm 2010, dân số của xã này là 34 người.